# Le Parfum des îles Borromées
Le Parfum des îles Borromées est un roman de René Boylesve paru en 1898.
Le livre décrit les passions qui agitent un groupe de touristes de nationalités diverses en vacances sur les bords du Lac Majeur vers la fin de l'été. 
Sans être véritablement autobiographique, le roman est nourri par les expériences amoureuses vécues par son auteur, qui a visité à plusieurs reprises la région des grands lacs du nord-ouest de l'Italie.

## Résumé

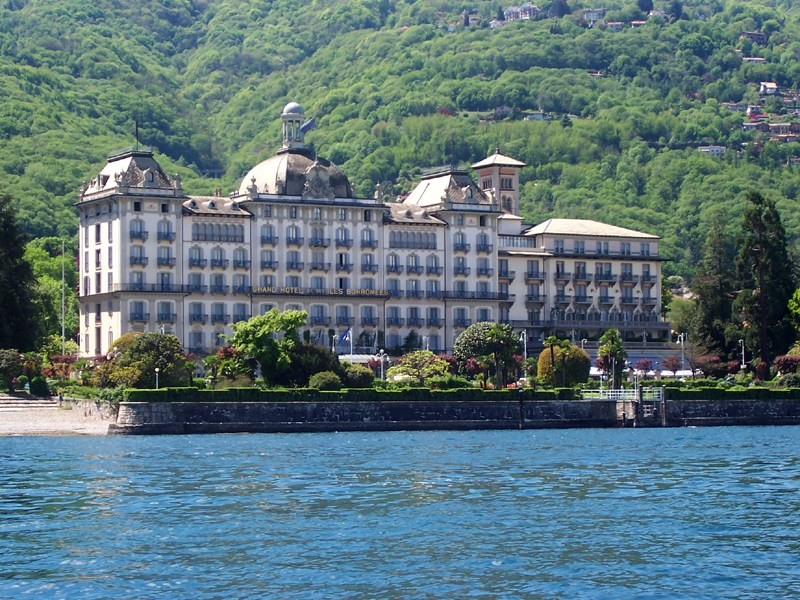
Le Grand Hôtel des Îles-Borromées, à Stresa.

Le récit se déroule au mois de septembre sous le règne d'Humbert Ier, sur les bords du Lac Majeur, dans un hôtel de Stresa face aux îles Borromées (partie piémontaise du lac). Gabriel Dompierre y fait la connaissance d'une belle italienne, Madame Luisa Belvidera, et c'est un coup de foudre partagé. Pendant un mois et demi, les deux personnages vont vivre une passion ardente jusqu'à l'arrivée de Monsieur Belvidera. Se partager entre les deux hommes ne pose pas de problème à Luisa, mais Gabriel ne peut s'y résoudre, d'autant que le mari lui est très sympathique.
Si le récit de cette passion constitue l'argument majeur du roman, d'autres relations se lient entre les vacanciers. Un artiste anglais que Gabriel a rencontré au cours de la croisière, Dante-Leonard-William Lee, n'attache aucun intérêt au sentiment amoureux, en disciple de Schopenhauer. Une marchande de fleurs des bords du lac, la belle Carlotta, s'en éprend pourtant — Lee, pour sa part, ne la considère que comme une source d'inspiration — mais elle mourra sous la lame de son fiancé jaloux. De son côté, le clergyman anglais Lovely, aux mœurs très rigides, se trouve très attiré par la Française Madame de Chandoyseau.
L'été et le séjour de vacances se terminent, les clients de l'hôtel s'en vont un à un et Gabriel, l'un des derniers du groupe, quitte les bords du Lac Majeur, ayant « senti expirer le parfum des îles Borromées ».

## Personnages principaux
- Gabriel Dompierre, statisticien français, narrateur ;
- Dante-Leonard-William Lee, peintre et poète anglais ;
- Luisa Belvidera, italienne, amante de Gabriel ;
- Carlotta, marchande de fleurs italienne, amoureuse de Lee.

## Analyse de l'œuvre
Si René Boylesve a mis beaucoup de lui-même dans le personnage du narrateur Gabriel, il se retrouve aussi dans le caractère opposé de Lee. René Boylesve a vécu, avant et après ce roman, des passions amoureuses dévorantes, mais auxquelles il apportait toutefois un certain détachement. Le roman exploite ainsi plusieurs anecdotes dont Boylesve fut le spectateur : Carlotta chantant dans sa barque sur le Lac Majeur est la réécriture d'une scène comparable vécue par Boylesve sur le Lac de Côme. Madame Belvidera et Carlotta sont inspirées par deux femmes rencontrées par Boylesve lors de son second voyage en Italie. Luisa Belvidera a repris les traits de la signora Gioia (dont la fille se prénomme Luisa) ; pour l'autre personnage, Boylesve n'a eu qu'à ajouter une syllabe à son prénom et Lotta, marchande d'eau fraîche dans les rues, est devenue Carlotta. Un de ses amis, rendant visite à Boylesve alors qu'il écrivait Le Parfum des îles Borromées, le trouva en pleurs à sa table de travail : l'écrivain venait de « tuer » Carlotta.
Pour Boylesve, grand séducteur — François Trémouilloux évoque une forme de donjuanisme —, le pouvoir du regard est capital ; les émotions ou les passions sont ainsi transmises. Il y fait référence dans plusieurs de ses œuvres, comme Feuilles tombées, Le Médecin des Dames de Néans et bien sûr Le Parfum des îles Borromées,.
Ce roman met également en évidence, de manière non équivoque, les sentiments anti-germaniques de René Boylesve soulignés par des expressions à dessein péjoratives : « assourdissant charivari [...] Teutons [...] conquérants [...] sale gueule » et sa préférence marquée pour la « race » latine : « Latins, nous sommes seuls enfants de beauté ».
Comme il le fit pour d'autres romans, Boylesve rédigea plusieurs versions du Parfum des îles Borromées, au moins deux, peut-être cinq. La version originale, publiée en 1898, est violente et empreinte d'une « fureur sauvage » alors que la version publiée en 1923, plus connue, a été adoucie et édulcorée par l'auteur. Sous l'apparence d'un récit léger, le livre se révèle en fait profondément moralisateur.

## Éditions
- Le Parfum des îles Borromées, Paris, Paul Ollendorff (1re éd. 1898), 321 p. (première version)
- Le Parfum des îles Borromées, Paris, Paul Ollendorff (5e édition 1899), 321 p.
- Le Parfum des îles Borromées, Paris, Paul Ollendorff, 1902, 322 p., consultable sur Gallica
- Le Parfum des îles Borromées  (ill. Juan Emilio Hernández Giro), Paris, Calmann-Lévy (1re éd. 1908), 108 p.
- Le Parfum des îles Borromées, Paris, Calmann-Lévy, 1923, 259 p.
- Voyage aux îles Borromées suivi de la première version du Parfum des îles Borromées, Paris, Le Divan, 1932
- Le Parfum des îles Borromées  (ill. Paul-Émile Bécat), Paris, Éditions d'art Henri Piazza, 1933, 176 p.[Note 1]
- Le Parfum des îles Borromées, Paris, Calmann-Lévy, 1934, 259 p.
- Le Parfum des îles Borromées, Paris, Calmann-Lévy, 1939, 184 p.
- Le Parfum des îles Borromées, Paris, Calmann-Lévy, 1942, 183 p.

- Le Parfum des îles Borromées, Paris, Salvy éditeur, 1995, 235 p.

Le manuscrit du roman est conservé à la Bibliothèque nationale de France.

## Pour en savoir plus